# Marco Antonio Núñez
Marco Antonio Núñez Lozano es un médico y político chileno, militante del Partido por la Democracia (PPD). Fue diputado representando a las provincias de San Felipe y Los Andes desde 2006 hasta 2018, electo en tres ocasiones con la más alta votación regional y Presidente de la Cámara del 2015 al 2016. 
Anteriormente fue intendente de la Región de Valparaíso y Director del Servicio de Salud Metropolitano Norte. Actualmente se desempeña como profesor de salud pública en la Facultad de Medicina (FM) de la Universidad Finis Terrae y profesor asistente de la Escuela de Salud Pública de la Universidad de Chile.

## Biografía
Realizó sus estudios primarios en el colegio de los SSCC (Sagrados Corazones) de Viña del Mar, Chile, y San Agustín de Caracas (Venezuela) y sus estudios secundarios en el Instituto Rafael Ariztía de Quillota, Chile. Estudió Medicina en la Universidad de Chile, titulándose de Médico-Cirujano  (enlace roto disponible en Internet Archive; véase el historial, la primera versión y la última).. Luego, realiza un Master en Políticas de Salud Pública en la Universidad de Harvard y un Doctorado (PhD) en Salud Pública en la Universidad Johns Hopkins de Baltimore, Maryland.
Se ha desempeñado como Consultor del Banco Mundial y de la OIT en el área de protección social. Ha sido académico asociado de la Escuela de Medicina de la Universidad de Chile desde 2002, Director de la Red de Salud "Aconcagua Saludable", Asesor del Ministerio de Secretaría General de Gobierno de Chile (1992-1994), Intendente de la Quinta Región de Valparaíso (2001-2003) y Director de Salud Metropolitano Norte (2003-2005). 

## Vida política
Vivió en el exilio en Caracas Venezuela hasta el año 1981. De vuelta en Chile, fue vicepresidente del Centro de Estudiantes de Medicina, Universidad de Chile en 1988, y presidente de la Federación de Estudiantes de la Universidad de Chile (FECH) en 1989. Ha sido: consejero general del Colegio Médico de Chile, 1996-1997; miembro del Bureau Mundial de la International Union of Socialist Youth (IUSY) y de la Organización de Jóvenes de la IS, 1994. Fue fundador y primer presidente de la Juventud del Partido por la Democracia (PPD) en 1991.
Durante un breve período, entre fines del 2001 y comienzos del 2003, fue Intendente Regional de Valparaíso, presentándose luego como candidato a alcalde de San Felipe, en 2004. 
En las elecciones parlamentarias de 2005 resulta elegido diputado por el distrito 11.º, con la más alta votación regional. En la Cámara de Diputados integró la comisión permanente de Salud, la cual presidio en tres ocasiones.
En las elecciones parlamentarias del año 2013 fue reelecto Diputado por el mismo Distrito N.°11. El año 2015 ocupará la Presidencia de la Cámara de Diputados.
En las elecciones parlamentarias del año 2017 se presentó como candidato a Senador por la Circunscripción 6 -Valparaíso-, pero no resultó elegido.

## Historial electoral

### Elecciones municipales de 2004
- Elecciones Municipales de 2004, para la alcaldía de San Felipe[2]

### Elecciones parlamentarias de 2005
- Elecciones parlamentarias de 2005 a Diputado por el distrito 11 (Calle Larga, Catemu, Llay-Llay, Los Andes, Panquehue, Putaendo, Rinconada, San Esteban, San Felipe y Santa María)[3]

### Elecciones parlamentarias de 2009
- Elecciones parlamentarias de 2009 a Diputado por el distrito 11 (Calle Larga, Catemu, Llay-Llay, Los Andes, Panquehue, Putaendo, Rinconada, San Esteban, San Felipe y Santa María)[4]

### Elecciones parlamentarias de 2013
- Elecciones parlamentarias de 2013 a Diputado por el distrito 11 (Calle Larga, Catemu, Llay-Llay, Los Andes, Panquehue, Putaendo, Rinconada, San Esteban, San Felipe y Santa María)[5]

### Elecciones parlamentarias de 2017
- Elecciones parlamentarias de 2017 para senador por la 6.ª Circunscripción (Región de Valparaíso)[6]

### Elecciones de consejeros constituyentes de 2023
- Elecciones de consejeros constitucionales de 2023, para la Circunscripción 6 (Región de Valparaíso)[7]